# الصبي السحري
فيلم 少年猿飛佐助 (شونين ساروتوبي ساسوكي) Shōnen Sarutobi Sasuke أو Magic Boy (ساسوكي: الفتى السحري)، عرض الفيلم عام 1959 وأنتجه الاستوديو الشهير Toei Animation أيضا وهو ثاني أفلام استوديو Toei وثاني فيلم أنمي يعرض في الولايات المتحدة الأمريكية، حيث تم إنتاج نسخة أجنبية للفيلم من قبل الاستوديو الأمريكي الشهير Metro-Goldwyn-Mayer Pictures، ولكن قام هذا الاستوديو بمجموعة من التعديلات على الفيلم الأصلي ومنها التخلي عن معظم أغاني الفيلم، ولقد تم التعديل على البطل أيضا (هو بالأصل ننجا)، حيث كانت النظرة السائدة للننجا في ذلك الوقت من قبل الأمريكان على أنهم جواسيس وقتلة، فجعله الاستوديو ساموراي وهو ما ينظر له بأنه بطل، بذلك تم تغير عنوان الفيلم لـ The Adventures of the Little Samurai.

## القصة
تتكلم قصة الفيلم عن فتى يدعى ساسكي، ساسكي يعيش مع أخته في الغابة مع مجموعة مختلفة من الحيوانات، وفي يوم من الأيام تم الإمساك بأحد الحيوانات من قبل نسر وألقاه في البحيرة، فقام ساسكي ومجموعة من الحيوانات بمحاولة إنقاذه ولكن في نفس الوقت يهجم عليهم سلمندر عملاق ويلتهم أحد الحيوانات، ويحاول ساسكي مقاتلة هذا الوحش ولكنه يهزم،وبعدها يخرج الوحش من البحيرة ويكشف عن هيئته الحقيقية واذ هي ساحرة تدعى Yakusha، شقيقة ساسكي تخبره بأن Yakusha تحولت إلى سلمندر من قبل ساحر عظيم منذ آلاف السنين، وهي الآن تمتلك قوة كبيرة جدا من الممكن أن تدمر اليابان، فيقرر ساسكي تعلم السحر وإتقانه لمقاتلة Yakusha، وإنقاذ اليابان والانتقام لمقتل الحيوانات.

## معلومات عن الفيلم
استخدم استوديو Toei في هذا الفيلم الصيغة المتبعة في أفلام ديزني الشهيرة لتقديم الحكايات الخرافية التقليدية وهي “تقديم كثير من الأغاني والحيوانات اللطيفة” وأيضا تم إنتاج لعبة لهذا الفيلم تحت عنوان Sasuke Ninja Boy من نشر شركة Sunsoft عام 1994 على جهاز نيتندو الشهير “العائلة”.

## روابط خارجية
- الصبي السحري على موقع IMDb (الإنجليزية)
- الصبي السحري على موقع Turner Classic Movies (الإنجليزية)
- الصبي السحري على موقع أول موفي (الإنجليزية)
- الصبي السحري على موقع فيلمافينيتي (الإسبانية)
- الصبي السحري على موقع قاعدة بيانات الفيلم (الإنجليزية)
- الصبي السحري على موقع ليتربوكسد (الإنجليزية)
- الصبي السحري على موقع كينوبويسك (الروسية)
- الصبي السحري على موقع ANN anime (الإنجليزية)